# Hanak (district)
Hanak is een Turks district in de provincie Ardahan en telt 10.656 inwoners (2007). Het district heeft een oppervlakte van 546,8 km². Hoofdplaats is Hanak.
De bevolkingsontwikkeling van het district is weergegeven in onderstaande tabel.
| 1997   | 2000   | 2007   | 2016  |
| ------ | ------ | ------ | ----- |
| 15.817 | 14.873 | 10.656 | 9.019 |

De bevolking is daalt in een rap tempo. Ongeveer 2900 wonen in de plaats Hanak terwijl 6100 mensen in een van de 44 leeft (2016). De voornaamste bron van inkomsten is (grotendeels zelfvoorzienende) landbouw.